# Sterta (rolnictwo)
Sterta – określona ilość zwiezionego zboża, rzepaku, łubinu itd. w postaci snopów, ułożona na poddenku. Sterty ustawiało się w miejscach suchych, w takiej ilości, aby można było je w ciągu jednego dnia postawić i omłócić. Sterty bywały okrągłe, lub prostokątne i były przykrywane słomą.